# 刘文 (微生物学家)
刘文，厦门大学药学院教授，主要从事表观遗传调控因子、靶向表观遗传调控因子等方面的研究工作。入选中华人民共和国教育部2015年度"长江学者"特聘教授、中国国家高层次青年人才计划。